# Schwarzkehl-Honigfresser

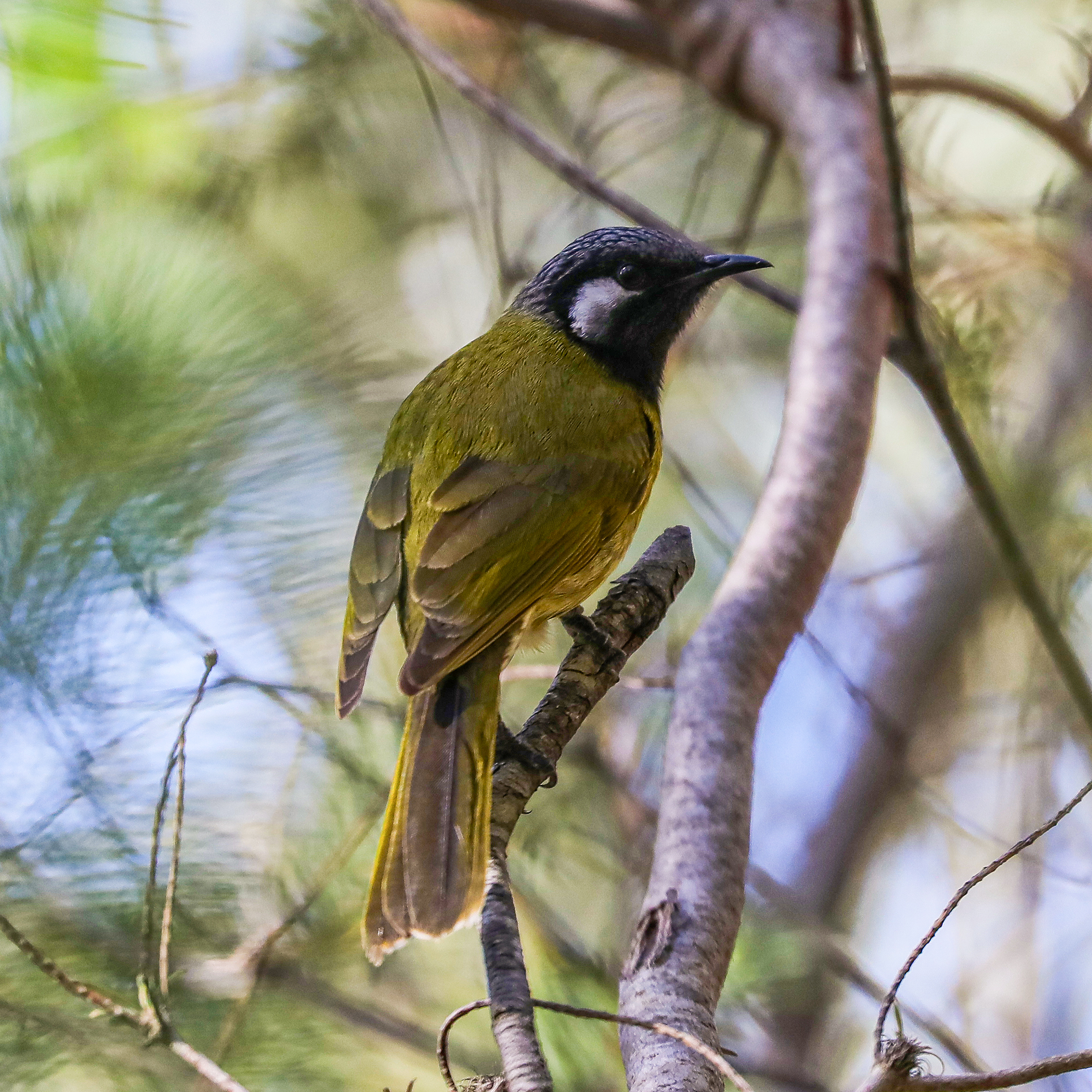
Schwarzkehl-Honigfresser dorsal

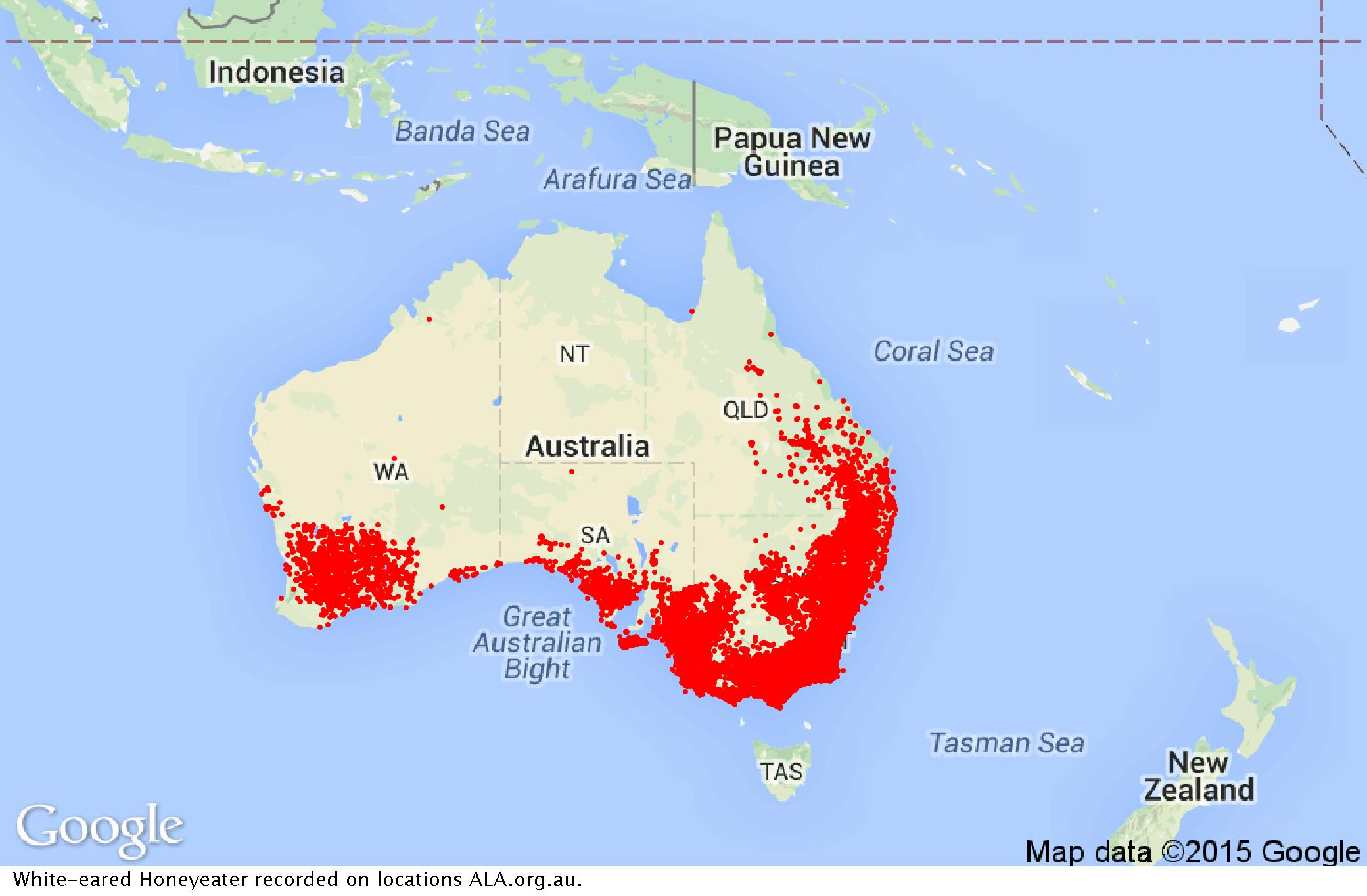
Verbreitungsgebiet des Schwarzkehl-Honigfressers

Der Schwarzkehl-Honigfresser (Nesoptilotis leucotis, Syn.: Lichenostomus leucotis) ist ein endemisch in Australien vorkommender Singvogel aus der Familie der Honigfresser.

## Merkmale
Schwarzkehl-Honigfresser erreichen eine Länge von 22 Zentimetern und ein Gewicht von 15 bis 30 Gramm. Die Geschlechter unterscheiden sich farblich nicht. Die Oberseite einschließlich der Flügel und die Schwanzfedern sind olivbraun gefärbt. Der Kopf und die Kehle sind schwarz. Die Kappe ist grau und leicht schwärzlich gestrichelt. Auffällig ist ein weißer Wangenfleck. Die Unterseite ist olivgelb. Schnabel, Beine und Füße sind dunkelgrau, die Iris ist rötlich.

## Ähnliche Arten
Beim Goldohr-Honigfresser (Meliphaga lewinii) ist der Wangenfleck gelblich. Außerdem unterscheidet er sich durch einen dünnen weißen Streifen, der vom Schnabelansatz bis zum Auge reicht.

## Verbreitung, Unterarten und Lebensraum
Der Schwarzkehl-Honigfresser kommt im Osten und Südosten Australiens verbreitet vor. Bevorzugter Lebensraum sind gebüschreiche Wälder mit Eukalyptusbäumen. Die Höhenverbreitung reicht vom Meeresspiegel bis auf 1730 Meter. Folgende Unterarten werden geführt:
- Nesoptilotis leucotis leucotis, Küstengebiete von Queensland und New South Wales bis Victoria und den Südosten von South Australia.
- Nesoptilotis leucotis depauperata, Waldgebiete am Ostrand der Great Dividing Range.
- Nesoptilotis leucotis thomasi, Kangaroo Island.
- Nesoptilotis leucotis novaenorciae, Eyre Peninsula, Gawler Ranges und Yellabinna-Region.
- Nesoptilotis leucotis schoddei, Eukalyptuswälder im Süden von Western Australia.

## Lebensweise
Schwarzkehl-Honigfresser leben paarweise oder in kleinen Gruppen und sind standorttreu. Ihr Nahrungsverhalten ist saisonal unterschiedlich. Während der Blütezeit geeigneter Pflanzen, vornehmlich in den Monaten August bis Dezember wird in erster Linie Blütennektar von den Vögeln aufgenommen. In den übrigen Monaten ernähren sie sich fast ausschließlich von Insekten und weiteren Wirbellosen, auch von deren Honigtau-Ausscheidungen. Ameisen und Spinnen werden unter der Borke großer Bäume herausgelesen.
Die Art brütet schwerpunktmäßig in den Monaten Juli bis März. Das tassenförmige Nest wird aus trockenem Gras und Rindenstreifen, die mit Spinnenfäden verwebt werden, angelegt. Es wird mit weicher Vegetation, Federn, Haaren und Fell ausgekleidet. Die Vögel zupfen zuweilen das dazu benötigte Material direkt aus dem Fell von Vieh und einheimischen Wildtieren, beispielsweise Kängurus. Meist wird es versteckt unter einem Strauch in Höhen zwischen 0,5 und 5,0 Metern über dem Erdboden angelegt. Ein Gelege besteht typischerweise aus zwei oder drei oval geformten Eiern. Diese haben eine weiße Farbe und sind mit braunen Flecken gesprenkelt. Die Abmessungen betragen 21 × 15 Millimeter. Beide Eltern versorgen die Küken gemeinsam.

## Gefährdung
Obwohl die Bestände des Schwarzkehl-Honigfressers im Rückgang begriffen sind, wird die Art von der Weltnaturschutzorganisation IUCN als „least concern = nicht gefährdet“ geführt.
Gefährdungspotentiale sind Lebensraumverlust aufgrund von Urbanisierung und Buschfeuern.